# Christina Odenberg
Christina Odenberg (nascida em 26 de março de 1940) é uma teóloga e clériga luterana sueca. Foi a primeira mulher a se tornar bispo na Igreja da Suécia, como a 67ª bispa da Diocese de Lund entre 1997 e 2007.

## Biografia
Christina Odenberg cresceu em uma família de classe média em Gärdet, Estocolmo. Seu irmão mais novo, Mikael, mais tarde se tornou Ministro da Defesa no governo de Fredrik Reinfeldt. Ela se envolveu com esportes e cavalos de corrida, tendo atuado como amazona, treinadora e criadora. Ganhou três campeonatos equestres nas décadas de 1950 e 1970.
Estudou teologia em Uppsala e ia se tornar professora. Ao ir à Fundação Santa Catarina com alguns colegas, ela conheceu Margit Sahlin, a primeira mulher a ser padre na Suécia, e começou a trabalhar para ela durante os estudos e, com o tempo, percebeu que queria ser padre.
Ela foi ordenada em 1967 e tornou-se assistente paroquial na paróquia de Österåker, ao norte de Estocolmo. Permaneceu lá em vários cargos: ministro paroquial, vigário e reitor contratado na paróquia de Österåker-Östra Ryd e no contrato de Roslag por 30 anos, além de capelão da corte, diretor da Fundação Santa Catarina e capelão prisional na Prisão de Österåker.
Ela se tornou a primeira mulher sacerdote no Conselho da Igreja, o mais alto órgão decisório da Igreja da Suécia. Ela servia como vigária e decana rural quando foi nomeada a primeira bispa da Suécia pelo governo, em 5 de junho de 1997. Na eleição para bispo, ela tinha recebido o maior número de votos, tanto no total quanto como primeiro nome.

## Episcopado
Christina Odenberg iniciou seu mandato como bispa de Lund a partir de 1º de julho e foi consagrada na catedral de Uppsala em 5 de outubro de 1997, pelo arcebispo de Uppsala, K. G. Hammar, a quem sucedeu. A cerimônia contou com a presença de mulheres notáveis como Barbara Harris, a primeira bispa episcopal americana, Marita Ulvsko, ministra de assuntos culturais e religiosos da Suécia, e Birgitta Dahl, presidente do parlamento, além de representantes de todas as igrejas protestantes da Escandinávia. Seu lema episcopal era Et gaudium vestrum impleatur (Para que sua alegria seja perfeita).

Brasão episcopal de Christina Odenberg

Após Odenberg ser ordenada bispa na Diocese de Lund, logo no ano seguinte, Caroline Krook foi eleita para a Diocese de Estocolmo.
Odenberg atraiu muita atenção quando, em um culto na Catedral de Uppsala em 2001, ela abençoou a parceria das teólogas e padres Anna Karin Hammar e Ninna Edgardh Beckman. Alguns setores conservadores a acusaram de ter quebrado seus votos sacerdotais, já que ela abençoou algo que seria pecado.
Christina Odenberg aposentou-se em 31 de março de 2007 e foi sucedida por Antje Jackelén, que se tornou a terceira bispa da Igreja da Suécia. Em 2012, diante da renúncia do Arcebispo Hammar, ela anunciou que não seria candidata à Diocese de Uppsala, devido à idade avançada.
Em janeiro de 2007, ela foi condecorado com a Medalha do Rei no 12º tamanho com a fita da Ordem do Serafim. Odenberg já atuou politicamente no Partido Moderado. É a padroeira espiritual do Priorado Sueco da Ordem de São Lázaro.
Reside em um conjunto habitacional para idosos, em Lund. Aposentada, a bispa emérita continuou em diversas atividades paroquiais quando convidada. Foi vigária interina na paróquia de Skanör-Falsterbo de agosto de 2017 a janeiro de 2018.